# Église Notre-Dame-et-Sainte-Agathe de Quettreville-sur-Sienne
L'église Notre-Dame-et-Sainte-Agathe de Quettreville-sur-Sienne est un édifice catholique qui se dresse sur le territoire de la commune française de Quettreville-sur-Sienne, dans le département de la Manche, en région Normandie.
L'église est inscrite aux monuments historiques.

## Localisation
L'église Notre-Dame-et-Sainte-Agathe est située à l'est du bourg de Quettreville-sur-Sienne, dans le département français de la Manche.

## Historique
L'église date des XIIIe et XIVe siècles.

## Description
L'église qui a un plan très simple arbore un clocher à flèche de pierre.
La tour ne possède qu'une seule fenêtre ogivale longue et simple sur chaque face. Elle est surmontée d'une flèche octogonale en pierre, avec quatre clochetons d'angles, très caractéristique des églises de la façade occidentale du Cotentin.

## Protection aux monuments historiques
L'église est inscrite au titre des monuments historiques par arrêté du 21 octobre 1970.

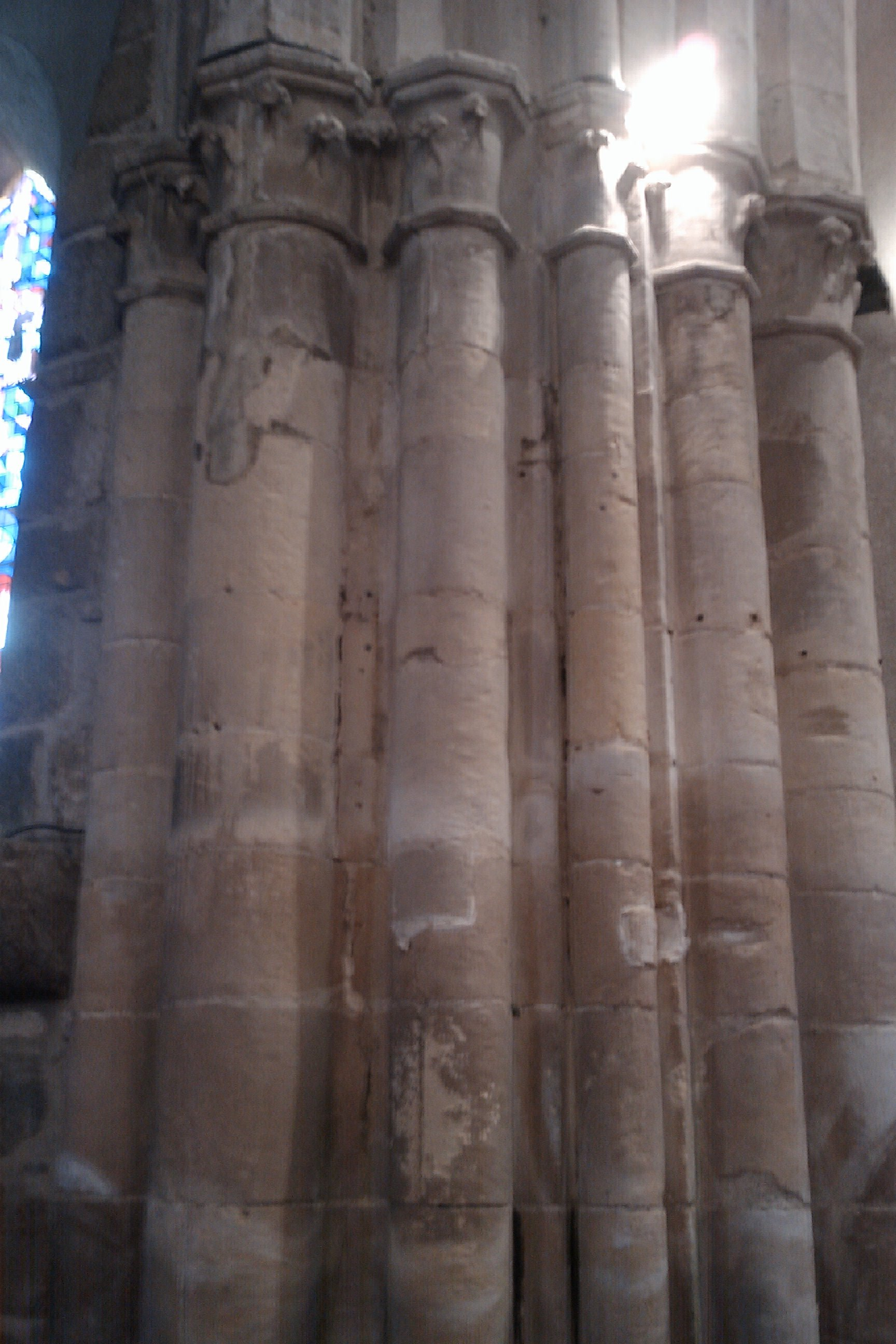
Colonnes.
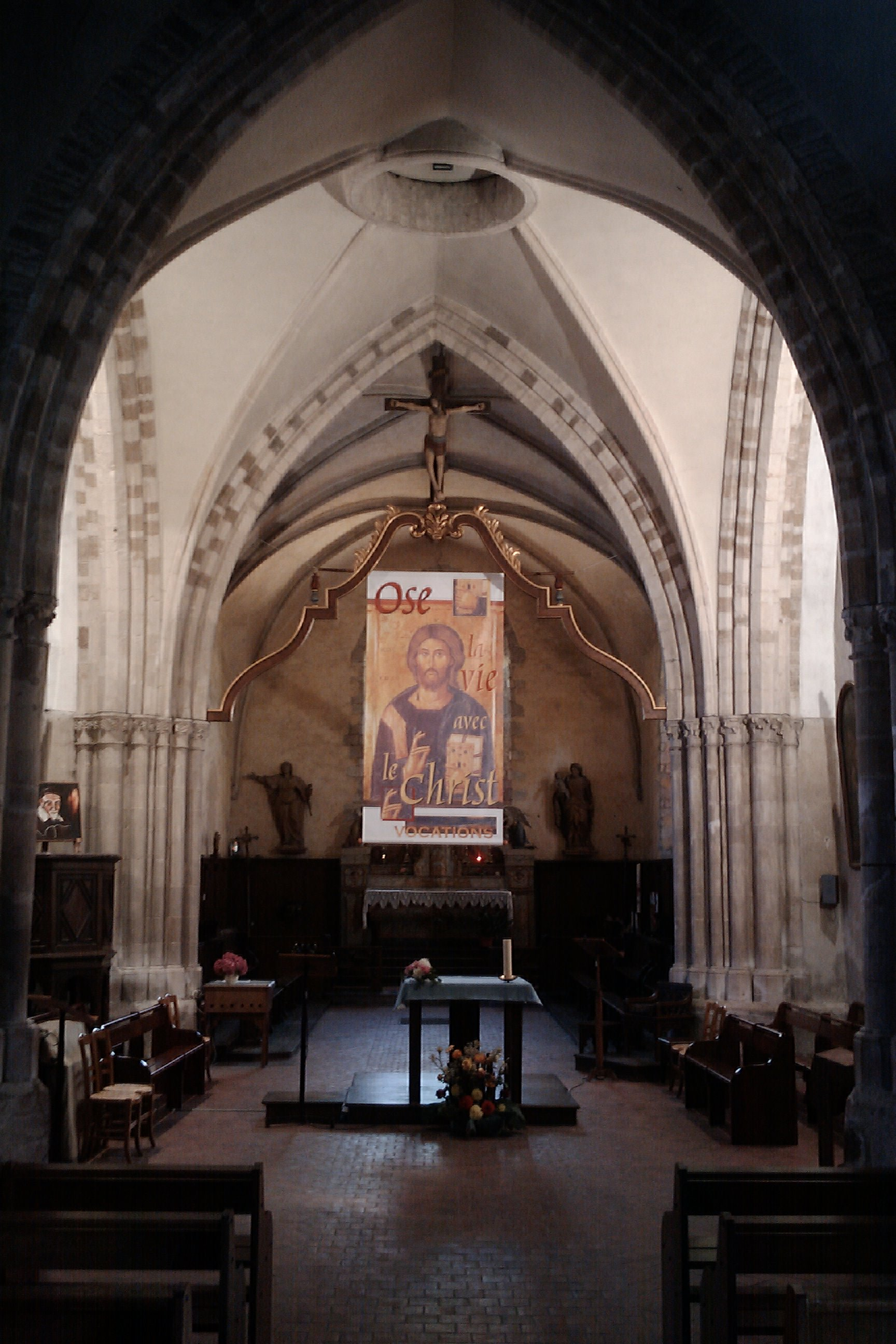
Le chœur.

## Mobilier
L'église abrite un maître-autel du XVIIIe siècle, des fonts baptismaux du XVe siècle. Un bas-relief, représentant la Passion du XVIe siècle qui avait été classé au titre objet aux monuments historiques en 1908, a été constaté disparu en 1935.